# Phyllodromica pavani
Phyllodromica pavani är en kackerlacksart som beskrevs av Failla och Andre Messina 1979. Phyllodromica pavani ingår i släktet Phyllodromica och familjen småkackerlackor.
Artens utbredningsområde är Italien. Inga underarter finns listade i Catalogue of Life.